# Adri van Tiggelen
Adrianus Andreas van Tiggelen (16 de junio - 1957, Oud-Beijerland) es un exfutbolista y entrenador neerlandés.

## Trayectoria
Comenzó su carrera profesional con el Sparta Rotterdam (1978-83), y fichó después por el FC Groningen (1983-86), RSC Anderlecht (1986-91), y PSV Eindhoven (1991-94). Van Tiggelen finalizó su carrera en el FC Dordrecht (1994-95). En julio de 2005 comenzó su carrera como técnico dentro del Sparta Rotterdam como entrenador interino.

## Selección nacional
Ha sido internacional con la Selección de fútbol de Países Bajos en 56 ocasiones sin haber anotado ningún gol.

### Participaciones en Copas del Mundo
| Mundial                        | Sede   | Resultado   |
| ------------------------------ | ------ | ----------- |
| Copa Mundial de Fútbol de 1990 | Italia | 8° de final |

## Clubes
| Club             | País         | Año       |
| ---------------- | ------------ | --------- |
| Sparta Rotterdam | Países Bajos | 1978-1983 |
| FC Groningen     | Países Bajos | 1983-1986 |
| RSC Anderlecht   | Bélgica      | 1986-1991 |
| PSV Eindhoven    | Países Bajos | 1991-1994 |
| FC Dordrecht     | Países Bajos | 1994-1995 |

## Palmarés

### Campeonatos nacionales
| Título                        | Club           | País         | Año  |
| ----------------------------- | -------------- | ------------ | ---- |
| Supercopa de Bélgica          | RSC Anderlecht | Bélgica      | 1987 |
| Primera División de Bélgica   | RSC Anderlecht | Bélgica      | 1987 |
| Copa de Bélgica               | RSC Anderlecht | Bélgica      | 1988 |
| Copa de Bélgica               | RSC Anderlecht | Bélgica      | 1989 |
| Primera División de Bélgica   | RSC Anderlecht | Bélgica      | 1991 |
| Supercopa de los Países Bajos | PSV Eindhoven  | Países Bajos | 1992 |
| Eredivisie                    | PSV Eindhoven  | Países Bajos | 1992 |

### Copas internacionales
| Título   | Club                                    | País         | Año  |
| -------- | --------------------------------------- | ------------ | ---- |
| Eurocopa | Selección de fútbol de los Países Bajos | Países Bajos | 1988 |